# Jérôme Lando-Casanova
Jérôme Lando-Casanova (Bastia, 27 juni 1985) is een golfprofessional uit Frankrijk.

## Professional
In november 2011 werd Lando-Casanova professional. In 2012 eindigde hij op de 2de plaats bij het nationale PGA kampioenschap. Hij eindigde in de Alps Tour op de 4de plaats en promoveerde naar de Europese Challenge Tour 2013.